# Jonas Peson

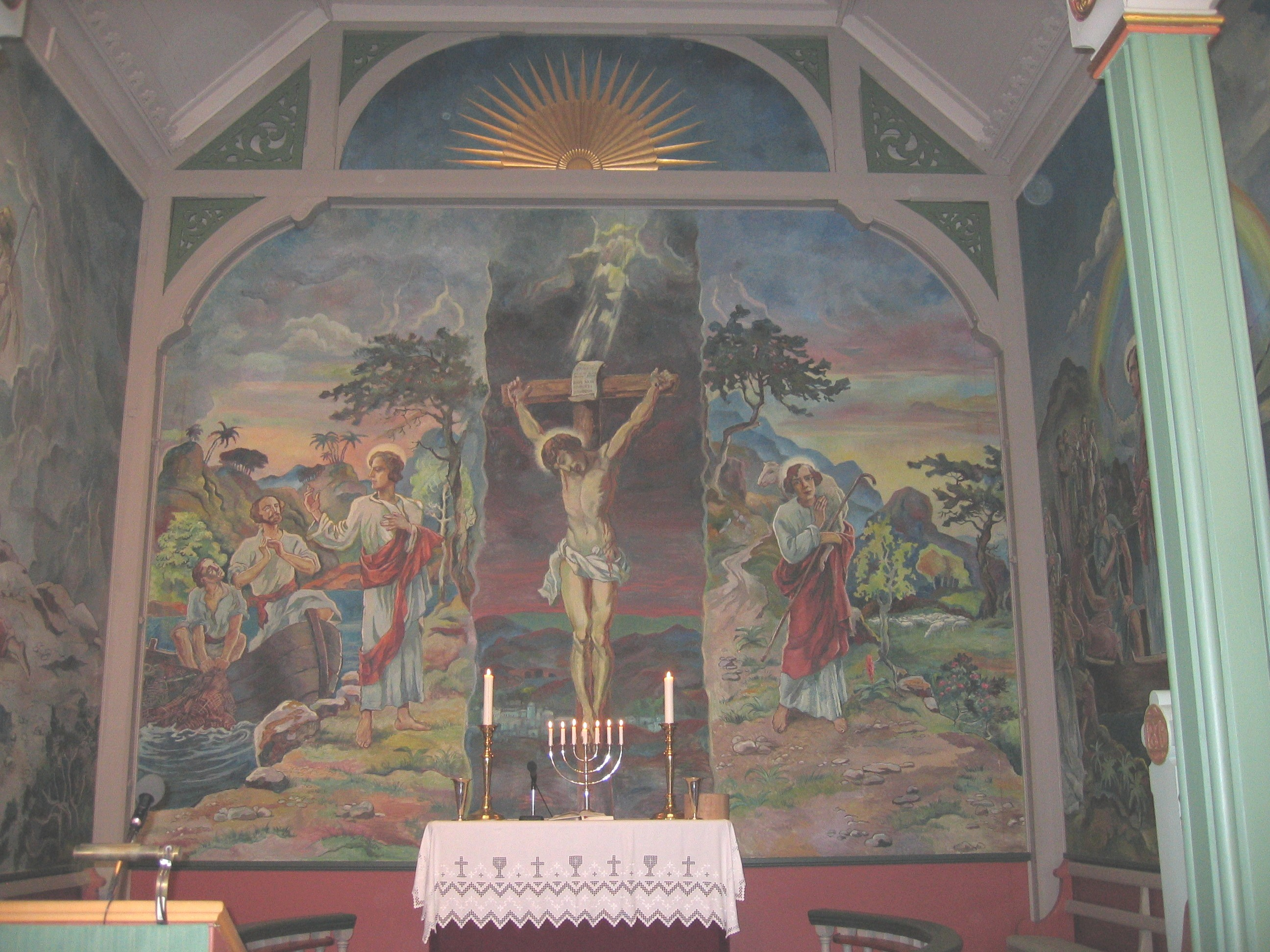
Målning av Peson i Vartdal kyrka.

Jonas Peson, ursprungligen Johan Alfred Pettersson, född 31 januari 1887 i Helsingfors, död 18 december 1952 i Ålesund, var en finländsk-norsk konstnär.
Peson, som var son till redaktör Victor Pettersson, reste 1916 till Helsingör och anslöt sig till skräddarmästare Rydengs konstkoloni. Redan samma år flyttade han till Norge, där var bosatt i olika städer innan han i mitten av 1920-talet bosatte sig i Ålesund. Han målade landskap, fjord- och hamnmotiv, de flesta från hamnen i Ålesund och sommarstället i Sykkylven, porträtt, stilleben och miljöskildringar. Han målade även religiösa motiv, bland annat till kyrkor. Efter att ursprungligen ha varit inspirerad av fransk kubism är hans senare målningar och akvareller utförda i en förenklad naturalism.